# Liste der Kulturdenkmale in Niederstetten

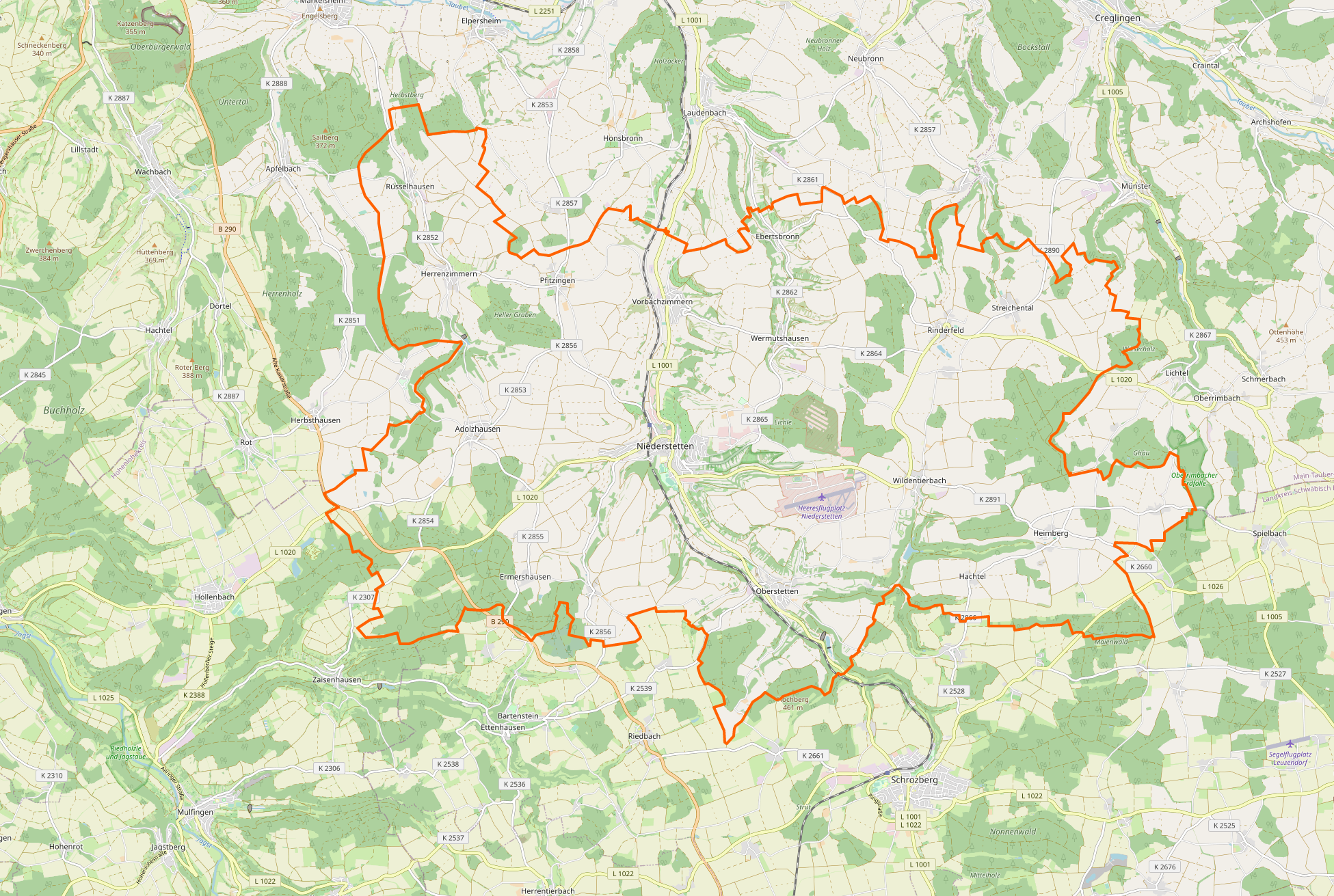
Gemarkung und Lage der Stadt Niederstetten

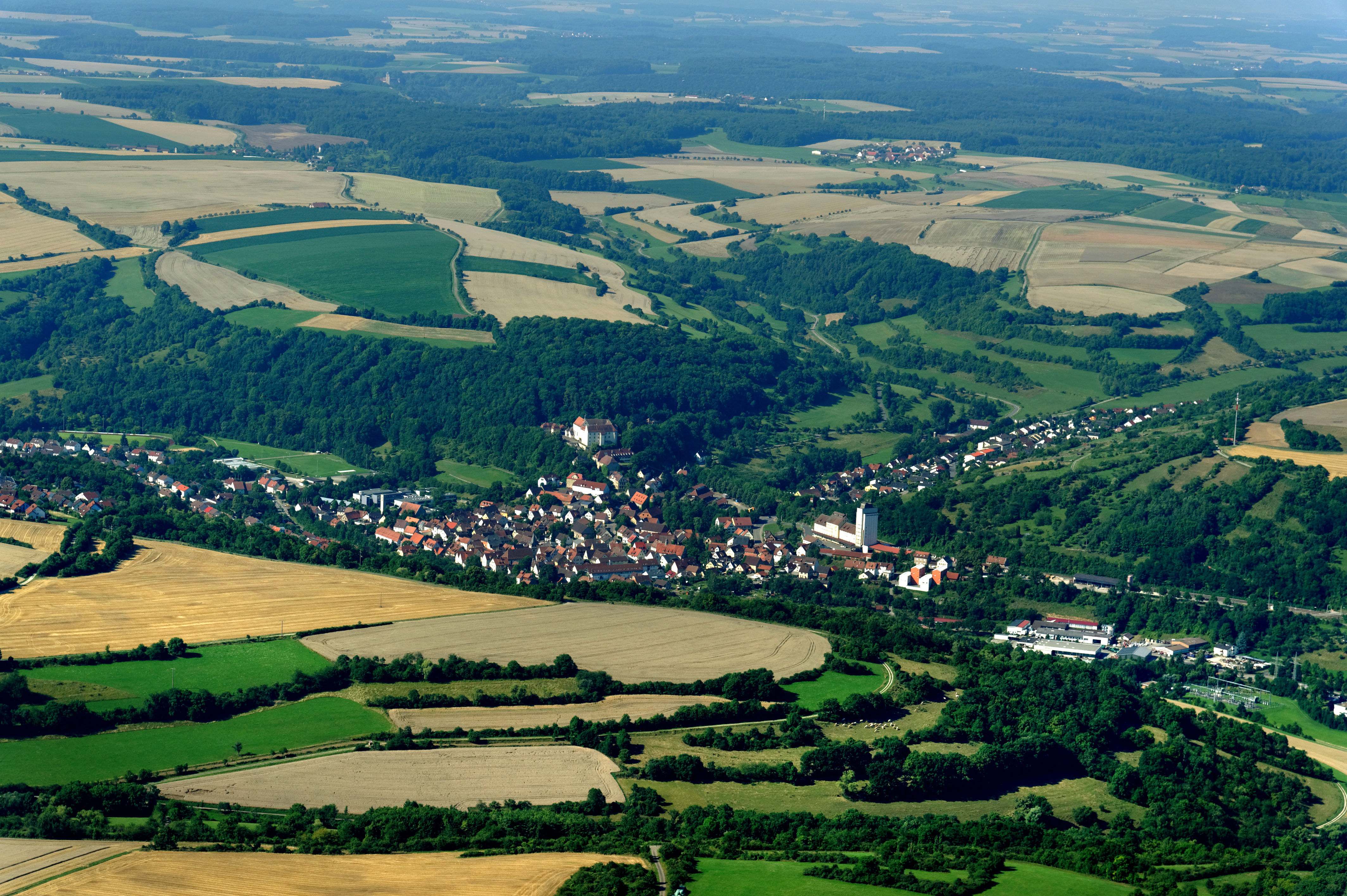
Niederstetten von oben

In der Liste der Kulturdenkmale in Niederstetten sind Kunst- und Baudenkmale der Stadt Niederstetten verzeichnet, die in der „Begründung zum FNP der Stadt Niederstetten, Kapitel 9 – Denkmalpflege“ in der Druckfassung vom 23. Juli 2009 enthalten sind.
Zu Niederstetten gehören die Kernstadt Niederstetten (mit dem Wohnplatz Am Flugplatz, den Weilern Eichhof, Ermershausen und Sichertshausen, dem Schloss und Wohnplatz Haltenbergstetten, dem Gehöft Rehhof und den Wohnplätzen Dreischwingen und Neuweiler) sowie die weiteren Stadtteile Adolzhausen, Herrenzimmern (mit dem Gehöft Untere Mühle), Oberstetten (mit dem Weiler Weilerhof, dem Gehöft Höllhof und den Wohnplätzen Fuggersmühle, Reutalmühle und Stegmühle), Pfitzingen, Rinderfeld (mit den Weilern Dunzendorf und Streichental), Rüsselhausen, Vorbachzimmern, Wermutshausen (mit dem Weiler Ebertsbronn) und Wildentierbach (mit den Weilern Hachtel, Heimberg und Wolkersfelden, dem Hof Schönhof und dem Wohnplatz Landturm).
Der Artikel ist Teil der übergeordneten Liste der Kulturdenkmale im Main-Tauber-Kreis. Diese Liste ist nicht rechtsverbindlich. Eine rechtsverbindliche Auskunft ist lediglich auf Anfrage bei der Unteren Denkmalschutzbehörde der Stadt Niederstetten erhältlich.
Kleindenkmale wie beispielsweise Bildstöcke, Statuen und Wegkreuze blieben im Stadtgebiet zahlreich erhalten. Der Grund liegt in der seit dem Mittelalter durchgehend landwirtschaftlichen Struktur. Es kam in der Neuzeit zu keiner Verdichtung von Siedlung und Industrie wie in den Ballungsgebieten, so dass diese Kulturdenkmale im Freiland weitgehend erhalten blieben.

## Allgemein
- Bild: Zeigt ein ausgewähltes Bild aus Commons, „Weitere Bilder“ verweist auf die Bilder im Medienarchiv Wikimedia Commons.
- Bezeichnung: Nennt den Namen, die Bezeichnung oder die Art des Kulturdenkmals.
- Lage: Straßenname und Hausnummer oder Flurstücknummer des Kulturdenkmals, gegebenenfalls auch den Ortsteil. Die Grundsortierung der Liste erfolgt nach dieser Adresse. Der Link (Karte) führt zu verschiedenen Kartendiensten mit der Position des Kulturdenkmals. Fehlt dieser Link, wurden die Koordinaten noch nicht eingetragen. Sind diese bekannt, können sie über ein Tool mit einer Kartenansicht einfach nachgetragen werden. In dieser Kartenansicht sind Kulturdenkmale ohne Koordinaten mit einem roten bzw. orangen Marker dargestellt und können durch Verschieben auf die richtige Position in der Karte mit Koordinaten versehen werden. Kulturdenkmale ohne Bild sind an einem blauen bzw. roten Marker erkennbar.
- Datierung: Baubeginn, Fertigstellung, Datum der Erstnennung oder grobe zeitliche Einordnung entsprechend des Eintrags in der zuständigen Denkmaldatenbank (Landesamt für Denkmalpflege Baden-Württemberg).
- Beschreibung: Kurzcharakteristik des Kulturdenkmals.

## Kulturdenkmale nach Stadtteilen

### Niederstetten
Bau-, Kunst- und Kulturdenkmale in der Kernstadt Niederstetten mit der Stadt Niederstetten (⊙), dem Wohnplatz Am Flugplatz (⊙), den Weilern Eichhof (⊙), Ermershausen (⊙) und Sichertshausen (⊙), dem Schloss und Wohnplatz Haltenbergstetten (⊙), dem Gehöft Rehhof (⊙) und den Wohnplätzen Dreischwingen (⊙) und Neuweiler (⊙):

#### Sachgesamtheit Stadtbefestigung
Mittelalterliche Stadtbefestigung mit Stadtmauerresten und Türmen:
Siehe: Erbsengasse, Grabenschied, Lange Gasse 32, Mauergasse 4, Schimmelturmgasse 6.
Die ehemalige Stadtbefestigung wird auch im Stadtwappen aufgegriffen. Die Blasonierung des Wappens lautet: In Blau eine silberne Burg mit durchgehender gequaderter Zinnenmauer und zwei Zinnentürmen mit roten Spitzdächern, zwischen ihnen auf gestufter Zinne an schwarzem Mast eine rotsilberne Hissflagge, das Tor belegt mit einem fünfmal von Rot und Silber gespaltenen Schild.

#### Einzelkulturdenkmäler

##### A
| Bild           | Bezeichnung         | Lage                          | Datierung | Beschreibung | ID |
| -------------- | ------------------- | ----------------------------- | --------- | --- | -- |
| Weitere Bilder | Rathaus             | Albert-Sammt-Straße 1 (Karte) |           | Zweigeschossiger Bau, massives Erdgeschoss mit Laube, Obergeschoss mit Fachwerk, Satteldach mit Dachreiter, Architekt: Erwin Rohrberg, Stuttgart; 1951/53. Geschützt nach § 2 DSchG |    |
|                | Kriegerdenkmal      | Albert-Sammt-Straße 1         |           | Kriegerdenkmal. Gedenktafeln vor dem Rathaus. |    |
| Weitere Bilder | Wohnhaus und Garten | Am Alten Berg 9 (Karte)       | 1927/31   | Geschützt nach § 2 DSchG |    |
| Weitere Bilder | Kirchturm           | Am Kirchplatz 1 (Karte)       |           | Romanischer Kirchturm der ev. Jakobskirche mit Fachwerk-Obergeschoss. Geschützt nach § 28 DSchG                                                                                     |    |
| Weitere Bilder | Ev. Pfarrkirche     | Am Kirchplatz 2 (Karte)       |           | Ev. Pfarrkirche, ehem. St. Jakob. Romanischer Bau mit mehrfachen Veränderungen. 1788 erweitert. Geschützt nach § 28 DSchG                                                           |    |

##### B
| Bild           | Bezeichnung                | Lage                                       | Datierung       | Beschreibung | ID |
| -------------- | -------------------------- | ------------------------------------------ | --------------- | --- | -- |
| Weitere Bilder | Bahnhofsempfangsgebäude    | Bahnhofstraße 1 (Flst. 3228) (Karte)       | Um 1870         | Massivbau mit Seitenflügeln und mittlerer, polygonal vorspringender offener Säulenvorhalle. Geschützt nach § 2 DSchG                                                       |    |
| Weitere Bilder | Sachgesamtheit Bahnstrecke | Bahnstrecke                                | 1869            | Bad Mergentheim-Crailsheim: Taubertalbahn mit Bahnhöfen, Nebengebäuden, Brücken, Gleisanlagen und sämtlichen stationärem und beweglichem Zubehör. Geschützt nach § 2 DSchG |    |
|                | Gusseiserne Pumpe          | Bahnhofstraße 17 (bei dem Gebäude) (Karte) | 19. Jahrhundert | Geschützt nach § 2 DSchG |    |

##### E
| Bild           | Bezeichnung                             | Lage                                                                       | Datierung           | Beschreibung                                                                                             | ID |
| -------------- | --------------------------------------- | -------------------------------------------------------------------------- | ------------------- | --- | -- |
| Weitere Bilder | Stadtbefestigung                        | Erbsengasse, Grabenschied, Lange Gasse 32, Schimmelturmgasse 6, Torgasse 4 |                     | Reste der mittelalterlichen Stadtbefestigung (Sachgesamtheit Stadtbefestigung) Geschützt nach § 28 DSchG |    |
| Weitere Bilder | Kleinhäuser                             | Erbsengasse 1 und 3 (Karte)                                                | 1557                | Geschützt nach § 2 DSchG                                                                                 |    |
|                | Eingemauerter Wappenstein (am Wohnhaus) | Erbsengasse 10 (Karte)                                                     | 18./19. Jahrhundert | Geschützt nach § 2 DSchG                                                                                 |    |

##### F
| Bild           | Bezeichnung  | Lage                        | Datierung | Beschreibung | ID |
| -------------- | ------------ | --------------------------- | --------- | --- | -- |
|                | Sühnekreuz   | Flst. 209                   |           | Fehlt 2017 in der Örtlichkeit. Geschützt nach § 2 DSchG                                                                      |    |
| Weitere Bilder | Frickenmühle | Frickentalstraße 13 (Karte) | 1607      | Verputzter Bau mit profiliertem Eingangsbogen, Wappenstein, 1607 bez.; Mühlrad wohl 19. Jahrhundert Geschützt nach § 2 DSchG |    |

##### G
| Bild           | Bezeichnung                                      | Lage                 | Datierung | Beschreibung                                                                        | ID |
| -------------- | ------------------------------------------------ | -------------------- | --------- | ----------------------------------------------------------------------------------- | -- |
| Weitere Bilder | Befestigungsturm und mittelalterliche Stadtmauer | Grabenschied (Karte) |           | Siehe auch Erbsengasse (Sachgesamtheit Stadtbefestigung). Geschützt nach § 28 DSchG |    |

##### H
| Bild           | Bezeichnung                                       | Lage                          | Datierung            | Beschreibung | ID |
| -------------- | ------------------------------------------------- | ----------------------------- | -------------------- | --- | -- |
| Weitere Bilder | Gasthof Zum Hirsch                                | Hauptstraße 27 (Karte)        | 1884                 | Verputzter Fachwerkbau mit Mansarddach und moderner Giebelverkleidung, massives Erdgeschoss, 1884 bez., mit sandsteinernen kannelierten Pfeilern und geohrten Fenstern. Schmiedeeiserner Ausleger. Geschützt nach § 2 DSchG |    |
| Weitere Bilder | Wohnhaus                                          | Hauptstraße 31 (Karte)        | 1680, um 1800        | Verputzter Fachwerkbau, um 1800, rückwärtig: runder Kellereingangsbogen, 1680 bez. Geschützt nach § 2 DSchG |    |
| Weitere Bilder | Apotheke                                          | Hauptstraße 34 (Karte)        | 1801, 1820           | Verputzter Bau mit Knüppelwalmdach, segmentbogigem Portal, 1820 bez. und reich dekoriertem Seiteneingang mit Oberlicht, 1801 bez. Geschützt nach § 2 DSchG |    |
| Weitere Bilder | Mehrfamilienhaus                                  | Hauptstraße 37 (Karte)        | Ende 19. Jahrhundert | Rotsandsteinbau in Spätrenaissance-Gliederung (u. a. Muschelnische). Ende 19. Jahrhundert, aufgestockt um 1950. Geschützt nach § 2 DSchG |    |
|                | Katholische Pfarrkirche Sankt Johannes Evangelist | Hauptstraße 50 (Karte)        | 1960er Jahre         | Das Kirchengebäude des Architekten Wilhelm Frank ist ein Beispiel für den Typen- und Fertigteilbau im Sakralbau der Nachkriegsmoderne. Sie wurde darum aus wissenschaftlichen und heimatgeschichtlichen Gründen 2021 als Kulturdenkmal nach §2 des Baden-Württembergischen Denkmalschutzgesetzes eingetragen. Geschützt nach § 2 DSchG | BW |
|                | Mehrfamilienhaus mit Schmiede.                    | Hauptstraße 38                |                      | Verputzter Fachwerkbau mit Gesims- und Lisenengliederung. Im massiven EG: Türsturz mit Schmiede-Zunftzeichen, 1847 bez. 2017 nicht mehr im alten Zustand erhalten. Geschützt nach § 2 DSchG |    |
| Weitere Bilder | Ehem. Schule                                      | Hollenbacher Straße 1 (Karte) | Ende 19. Jahrhundert | Massivbau in ortsbildprägender Ecklage mit Neurenaissanceformen. Geschützt nach § 2 DSchG |    |

##### K
| Bild | Bezeichnung | Lage                           | Datierung | Beschreibung                                                                                          | ID |
| ---- | ----------- | ------------------------------ | --------- | --- | -- |
|      |             | Kirchgasse 2 (bei dem Gebäude) |           | (an Scheune) Eingemauerter Reliefstein mit Mond und Sonne, wohl spätgotisch. Geschützt nach § 2 DSchG |    |

##### L
| Bild           | Bezeichnung   | Lage                   | Datierung       | Beschreibung                                                                                              | ID |
| -------------- | ------------- | ---------------------- | --------------- | --- | -- |
| Weitere Bilder | Gasthof Adler | Lange Gasse 30 (Karte) | 18. Jahrhundert | (am Gasthof Zum Adler) Schmiedeeiserner Ausleger, wohl 18. Jahrhundert. Geschützt nach § 2 DSchG          |    |
| Weitere Bilder | Alte Schule   | Lange Gasse 32 (Karte) |                 | Ehem. Schule mit mittelalterlichem Stadtturm (Sachgesamtheit Stadtbefestigung). Geschützt nach § 28 DSchG |    |

##### M
| Bild           | Bezeichnung             | Lage                 | Datierung       | Beschreibung                                                                                         | ID |
| -------------- | ----------------------- | -------------------- | --------------- | --- | -- |
| Weitere Bilder | Gasthof Zur Krone       | Marktplatz 3 (Karte) | 18. Jahrhundert | (am Gasthof Zur Krone) Schmiedeeiserner Ausleger. Geschützt nach § 2 DSchG                           |    |
| Weitere Bilder | Wohn- und Geschäftshaus | Marktplatz 4 (Karte) |                 | Verputzter Fachwerkbau mit Ladeneinbau, um 1900. Geohrtes Portal, 1720 bez. Geschützt nach § 2 DSchG |    |

##### S
| Bild           | Bezeichnung                     | Lage                                   | Datierung                   | Beschreibung | ID |
| -------------- | ------------------------------- | -------------------------------------- | --------------------------- | --- | -- |
| Weitere Bilder | Schafhaus                       | Salmhof (Gewann) (Karte)               | wohl 18. Jahrhundert        | Massivbau mit Halbwalmdach. Geschützt nach § 2 DSchG |    |
| Weitere Bilder | Judenfriedhof                   | Salmhof (Gewann) (Karte)               | seit 1740 in Benutzung      | Jüdische Begräbnisanlage mit Ummauerung Geschützt nach § 2 DSchG |    |
| Weitere Bilder | Gehöft mit Wohnhaus             | Schimmelturmgasse 3/3a (Karte)         | um 1800, 1820               | Urspr. verputzter Fachwerkbau um 1800, und Scheune, darin eingemauerter Stein, 1820 bez. Sachgesamtheit Geschützt nach § 2 DSchG |    |
| Weitere Bilder | Schimmelturm                    | Schimmelturmgasse 6 (Karte)            |                             | Mittelalterlicher Stadtturm mit Rundbogenfries. Sachgesamtheit Stadtbefestigung. Geschützt nach § 28 DSchG |    |
| Weitere Bilder |                                 | Schloss Haltenbergstetten 1/1a (Karte) | wohl 16. Jahrhundert        | Massive Wirtschaftsgebäude mit Halbwalmdach. Geschützt nach § 28 DSchG |    |
| Weitere Bilder | Schloss Haltenbergstetten       | Schloss Haltenbergstetten 2 (Karte)    | 16. Jh.                     | Vierflügelanlage des 16. Jahrhunderts mit Kapelle, Treppenturm, rundbogige Hofeinfahrt, darüber Laubengang. Gartenpavillon 18./19. Jahrhundert, Reste der Gartenanlagemit Prunktreppe, 18. Jahrhundert. Geschützt nach § 28 DSchG |    |
|                | Schlosskapelle Maria Immaculata | Schloss Haltenbergstetten 2 (Karte)    | 16. Jh.                     | Die römisch-katholische Schlosskapelle Maria Immaculata auf Schloss Haltenbergstetten bei Niederstetten im Main-Tauber-Kreis wurde gemeinsam mit dem Schloss im 16. Jahrhundert errichtet und ist der unbefleckten Empfängnis Mariens (lat. Maria Immaculata) geweiht. Die Schlosskapelle war bis 1966 die Pfarrkirche der Katholiken in Niederstetten, bevor in den Jahren 1965/66 die Pfarrkirche St. Johannes Evangelist in Niederstetten errichtet wurde. |    |
|                | Kriegerdenkmal                  | Schloss Haltenbergstetten 2            |                             | Kriegerdenkmal. Im Inneren der barocken katholischen Schlosskirche Haltenbergstetten befindet sich hinter der Eingangstür in der Wand eingelassen eine Sandsteintafel für die Gefallenen des Ersten Weltkrieges, jeweils rechts und links daneben die Namen der Gefallenen des Zweiten Weltkrieges auf Pappe. |    |
| Weitere Bilder | Ehem. Schul- und Wachhaus       | Schloss Haltenbergstetten 4 (Karte)    | Um 1800                     | Zweiflügeliger verputzter Fachwerkbau mit abgewalmten Mansarddach, teilweise mit Pilastergliederung. Im Erdgeschoss Laubengang mit korbbogigen Arkaden. Geschützt nach § 2 DSchG |    |
|                | Sog. Prinzessinnenhaus          | Schloss Haltenbergstetten 5 (Karte)    |                             | Verputzter Bau mit abgewalmten Mansarddach. Mittelrisalit mit korbbogigem Kellereingang, am Keilstein 1804 bez. Geschützt nach § 2 DSchG | BW |
| Weitere Bilder | Ev. Filialkirche                | Sichertshausen 15 (Karte)              | wohl frühes 14. Jahrhundert | Ehem. Wehrkirchenanlage mit Wall. Einschiffiger Raum mit Chorturm. Geschützt nach § 28 DSchG |    |
|                |                                 | Sichertshausen 13                      |                             | (an Scheune) Eingemauerter Stein mit Zunftzeichen, 1889 bez. Geschützt nach § 2 DSchG |    |

##### T
| Bild           | Bezeichnung  | Lage               | Datierung | Beschreibung | ID |
| -------------- | ------------ | ------------------ | --------- | --- | -- |
| Weitere Bilder | Sog. Seeturm | Torgasse 4 (Karte) |           | Mittelalterlicher Befestigungsturm mit Stadtmauerrest (Sachgesamtheit Stadtbefestigung). Geschützt nach § 28 DSchG |    |

##### V
| Bild           | Bezeichnung             | Lage                               | Datierung | Beschreibung | ID |
| -------------- | ----------------------- | ---------------------------------- | --------- | --- | -- |
| Weitere Bilder | Wohn- und Geschäftshaus | Vorbachzimmerner Straße 2 (Karte)  | Um 1900   | Verputzter Bau in Ecklage mit Krüppelwalmdach, Zwerchhaus und Erkertürmchen. Erdgeschoss mit Ladeneinbau und gerahmten Fenstern und Türen. Geschützt nach § 2 DSchG |    |
|                |                         | Vorbachzimmerner Straße 9          | Um 1720   | Gartenpavillon Geschützt nach § 2 DSchG |    |
| Weitere Bilder | Friedhofskapelle        | Vorbachzimmerner Straße 18 (Karte) |           | Gotische Friedhofskapelle (ehem. St. Marien und Hl. Blut) mit Dachreiter und skulpturengeschmücktem Doppelportal, 1350 geweiht (§ 28) mit Abschnitten der Friedhofsmauer von 1833 und 1900 (in letzterer Grabsteine des 17.–19. Jahrhunderts), mit Kapelle (Sachgesamtheit). Geschützt nach § 28 / 2 DSchG |    |

##### W
| Bild           | Bezeichnung             | Lage                                                     | Datierung           | Beschreibung | ID |
| -------------- | ----------------------- | -------------------------------------------------------- | ------------------- | --- | -- |
| Weitere Bilder | Wohn- und Geschäftshaus | Wermutshäuser Straße 13 (Karte)                          | 17./18. Jahrhundert | Verputzter Fachwerkbau in Ecklage mit Halbwalmdach. In den Erdgeschossecken eingemauerte Kapelle. Geschützt nach § 2 DSchG |    |
| Weitere Bilder | Eiskeller               | Wermutshäuser Straße / Rehhofsteige (Flst. 1149) (Karte) | 19. Jahrhundert     | Geschützt nach § 2 DSchG                                                                                                   |    |

### Adolzhausen
Bau-, Kunst- und Kulturdenkmale in Adolzhausen mit dem Dorf Adolzhausen (⊙):
| Bild           | Bezeichnung     | Lage                     | Datierung                               | Beschreibung | ID |
| -------------- | --------------- | ------------------------ | --------------------------------------- | --- | -- |
| Weitere Bilder |                 | Lindengasse 9 (Karte)    | 1810 bez.                               | Putzbau mit massivem Kellersockel. Korbbogiger Kellereingang, Ovalfenster aus ganzen Quadersteinen, Geschützt nach § 2 DSchG                                                     |    |
| Weitere Bilder |                 | Pfitzinger Weg 7 (Karte) | 1791 und 1928 bez.                      | (an Scheune) Erbauungsstein. Geschützt nach § 2 DSchG |    |
| Weitere Bilder |                 | Pfitzinger Weg 6 (Karte) | 17./18. Jahrhundert                     | Verputzter Fachwerkbau mit profilierten Schwellen. Runder Kellerbogen. Geschützt nach § 2 DSchG                                                                                  |    |
| Weitere Bilder |                 | Pfitzinger Weg 2 (Karte) | 17./18. Jahrhundert. Türsturz 1858 bez. | Verputzter Fachwerkbau mit profilierten Schwellen und rundem Kellerbogen. Geschützt nach § 2 DSchG                                                                               |    |
| Weitere Bilder |                 | Lietenweg 1 (Karte)      | 19. Jahrhundert                         | Putzbau des 18./19. Jahrhunderts mit geohrter hölzerner Türrahmung. Davor gusseiserne Pumpe mit Trog. (Gebäude ist 2019 vollständig umgebaut.) Geschützt nach § 2 DSchG          |    |
|                |                 | Unterer Spitalweg 2      | wohl 19. Jahrhundert                    | (am ehem. Gasthof) Schmiedeeiserner Ausleger. (Ausleger ist 2019 nicht mehr am Gebäude angebracht.) Geschützt nach § 2 DSchG                                                     |    |
|                |                 | Lindengasse 4            | 1842 bez.                               | Putzbau in schlichter Gliederung mit rundem Kellerbogen, Hofmauer und seitlich gerahmtem Portal mit Keilstein. (Gebäude ist 2019 vollständig umgebaut.) Geschützt nach § 2 DSchG |    |
| Weitere Bilder | Ev. Pfarrkirche | Lindengasse 20 (Karte)   |                                         | Ev. Pfarrkirche mit romanischem Chorturm der ehem. Wehrkirchanlage. Geschützt nach § 28 DSchG                                                                                    |    |
| Weitere Bilder |                 | Äußere Straße 11 (Karte) | 1875 bez.                               | Massivbau mit schlichter Gliederung und seitlich reicher Portalzone mit Balkon. Geschützt nach § 2 DSchG                                                                         |    |
|                | Kriegerdenkmal  |                          |                                         | Kriegerdenkmal |    |

### Herrenzimmern
Bau-, Kunst- und Kulturdenkmale in Herrenzimmern mit dem Dorf Herrenzimmern (⊙) und dem Gehöft Untere Mühle (⊙):
| Bild           | Bezeichnung        | Lage                     | Datierung                      | Beschreibung | ID |
| -------------- | ------------------ | ------------------------ | ------------------------------ | --- | -- |
| Weitere Bilder |                    | Herrenzimmern 7 (Karte)  | 1754                           | Ehem. Jagdhaus des Hauses Hohenlohe, Massivbau mit Walmdach und geohrten Fenstern. Geschützt nach § 2 DSchG                                                |    |
| Weitere Bilder |                    | Herrenzimmern 14 (Karte) | 17./18. Jahrhundert            | Verputzter Fachwerkbau mit profilierten Schwellen. Geschützt nach § 2 DSchG                                                                                |    |
| Weitere Bilder |                    | Herrenzimmern 27 (Karte) | 1848 bez.                      | Massivbau mit schlichter Gliederung. Erbauungstafel. Geschützt nach § 2 DSchG                                                                              |    |
| Weitere Bilder | Rathaus und Schule | Herrenzimmern 28 (Karte) | 2. Hälfte des 19. Jahrhunderts | Massivbau mit Eingangsturm über offener Vorhalle. Geschnitztes Türblatt. Geschützt nach § 2 DSchG                                                          |    |
| Weitere Bilder |                    | Herrenzimmern 39 (Karte) | 1828 / 1858                    | Putzbau in Ecklage mit zwei rundbogigen Kellereingängen, Keller 1828 bez. Reich verzierter Erbauungsstein mit Zunftzeichen, 1858. Geschützt nach § 2 DSchG |    |
| Weitere Bilder | Brunnen            | (Karte)                  | 19. Jahrhundert                | Brunnen mit Trog und gusseisernem Stock. Geschützt nach § 2 DSchG                                                                                          |    |
|                | Untere Mühle       |                          | 1907 bez.                      | (am Wohnhaus) Prunkportal mit Mühlradrelief. Geschützt nach § 2 DSchG                                                                                      |    |
|                | Kriegerdenkmal     |                          |                                | Kriegerdenkmal |    |

### Oberstetten
Bau-, Kunst- und Kulturdenkmale in Oberstetten mit dem Dorf Oberstetten (⊙), dem Weiler Weilerhof (⊙), dem Gehöft Höllhof (⊙) und den Wohnplätze Fuggersmühle (⊙), Reutalmühle (⊙) und Stegmühle (⊙):
| Bild           | Bezeichnung    | Lage                                             | Datierung                                     | Beschreibung | ID                       |
| -------------- | -------------- | ------------------------------------------------ | --------------------------------------------- | --- | ------------------------ |
| Weitere Bilder |                | Vorbachstraße / Obere Gasse / Kühbergweg (Karte) | 18./19. Jahrhundert                           | Gewölbte Steinbrücke Geschützt nach § 2 DSchG |                          |
| Weitere Bilder | Ehem. Schule   | Untere Gasse 2 (Karte)                           | 17. Jahrhundert mit Veränderungen             | Fachwerkbau in Ecklage Geschützt nach § 2 DSchG |                          |
|                |                | Obere Gasse 4                                    | 17. Jahrhundert                               | Verputzter Fachwerkbau mit profilierten Schwellen. 2019 nicht mehr als Fachwerkbau erkennbar. Geschützt nach § 2 DSchG                                   |                          |
| Weitere Bilder | Fuggermühle    | Reutalweg 11 (Karte)                             | 16./18. Jahrhundert mit starken Veränderungen | Teilweise verschieferter Bau mit abgefasstem Kellerbogen. Eingemauerter Wappenstein, 1925 bez. Geschnitztes Türblatt, 1856 bez. Geschützt nach § 2 DSchG |                          |
|                |                | Obere Gasse 4                                    | wohl 17. Jahrhundert                          | Scheune mit zwei abgefassten Rundbogenportalen. 2019 nicht mehr vorhanden. Geschützt nach § 2 DSchG                                                      |                          |
| Weitere Bilder | Sog. Amtshaus  | Schrozberger Straße 1 (Karte)                    | 1764 und 1810                                 | Massivbau mit abgewalmtem Mansarddach und Mittelrisalit. Barockes Prunkportal, 1764 und 1810 bez. Geschützt nach § 2 DSchG                               |                          |
| Weitere Bilder | Obere Mühle    | Schrozberger Straße 17 (Karte)                   | 1887                                          | (am Wohnhaus und Scheune) Erbauungsstein mit Wappen, 1887 bez., und gusseiserner Balkon. Geschützt nach § 2 DSchG                                        |                          |
| Weitere Bilder |                | Vorbachstraße 35 (Karte)                         | 1773, 1854 und 1871                           | (an Stegmühle) Erbauungsstein mit Wappen, 1773, 1854 und 1871 bez. Geschützt nach § 2 DSchG                                                              |                          |
| Weitere Bilder |                | Kirchweg 1 (Karte)                               | 1604                                          | (an Scheune) Keller mit rundem Eingangsbogen, 1604 bez. Geschützt nach § 2 DSchG                                                                         |                          |
| Weitere Bilder |                | Berggasse 10 (Karte)                             | 17. Jahrhundert                               | Zierfachwerkbau mit profilierten Schwellen. Geschützt nach § 2 DSchG                                                                                     |                          |
| Weitere Bilder | St. Bonifatius | Kirchweg 6 (Karte)                               | 1553                                          | Ev. Pfarrkirche, St. Bonifatius; Alte Wehrkirche mit romanischem Chorturm und Dachreiter, Kirchhofmauer, 1553 bez. Geschützt nach § 28 DSchG             | Wikidata-Objekt anzeigen |
| Weitere Bilder |                | Vorbachstraße 24 (Karte)                         | 1848                                          | (an Scheune) Erbauungsstein mit Wappen, 1848 bez. Geschützt nach § 2 DSchG                                                                               |                          |
| Weitere Bilder |                | Vorbachstraße 10 (Karte)                         | 1870                                          | (am Wohnhaus) Erbauungsstein mit Zunftzeichen, 1870 bez. Geschützt nach § 2 DSchG                                                                        |                          |
| Weitere Bilder |                | Vorbachstraße 22 (Karte)                         | Ende 19. Jahrhundert                          | Reich dekorativ verschieferter Bau. Wappenstein 1920 bez. Geschützt nach § 2 DSchG                                                                       |                          |
| Weitere Bilder | Reutalmühle    | Reutalweg 30 (Karte)                             | 1700                                          | Massivscheune mit Krüppelwalm und rundem Kellerbogen, 1700 bez. Geschützt nach § 2 DSchG                                                                 |                          |
|                | Kriegerdenkmal |                                                  |                                               | Kriegerdenkmal Erster Weltkrieg. |                          |
|                | Kriegerdenkmal |                                                  |                                               | Kriegerdenkmal Zweiter Weltkrieg |                          |
|                | Kriegsgrab     |                                                  |                                               | Kriegsgrab |                          |

### Pfitzingen
Bau-, Kunst- und Kulturdenkmale in Pfitzingen mit dem Dorf Pfitzingen (⊙):
| Bild           | Bezeichnung                        | Lage                                           | Datierung                                                                       | Beschreibung | ID |
| -------------- | ---------------------------------- | ---------------------------------------------- | ------------------------------------------------------------------------------- | --- | -- |
| Weitere Bilder |                                    | ehem. Pfitzingen 2; inzw. Pfitzingen 1 (Karte) | 1836                                                                            | Ortsbildprägende Massivscheune mit Fachwerk-Krüppelwalmgiebel. Steinschiebefenster. Vorbau mit rundem Kellerbogen, 1836 bez. Geschützt nach § 2 DSchG |    |
| Weitere Bilder |                                    | Pfitzingen 14 (Karte)                          | 1798                                                                            | Putzbau mit abgewalmtem Mansarddach. Runder Kellerbogen. Seitliche Freitreppe und Portal mit Oberlicht, 1798 bez. Geschützt nach § 2 DSchG |    |
| Weitere Bilder | Gasthof zur Krone                  | Pfitzingen 20 (Karte)                          | Nebengebäude um 1800, Stallscheune um 1800, Wirtschaftsgebäude 19. Jahrhundert. | Ortsbildprägende Hofanlage mit Mauer. Hauptgebäude, ein Putzbau mit abgewalmtem Mansarddach, doppelläufiger Freitreppe mit segmentbogigem Kellereingang. Geohrte Fenster, 1774 bez. Geschützt nach § 28 DSchG                                               |    |
| Weitere Bilder | Rathaus                            | Pfitzingen 22 (Karte)                          | Anfang 20. Jh.                                                                  | Das Gebäude diente ab Anfang des 20. Jahrhunderts als „neues“ Rathaus. Davor wurde das „alte“ Rathaus (in Pfitzingen 52) genutzt. Geschützt nach § 2 DSchG                                                                                                  |    |
| Weitere Bilder |                                    | Pfitzingen 23 (Karte)                          | 18. Jahrhundert                                                                 | Ortsbildprägender Putzbau des 18. Jahrhunderts auf hohem älterem Sockelgeschoss mit rundem Kellerbogen. Geschützt nach § 2 DSchG |    |
| Weitere Bilder |                                    | Pfitzingen 23b (Karte)                         | 1720                                                                            | (an Scheune) Keller mit Vorbau und rundem Eingang. Wappen 1720 bez. Das Gebäude wurde bei einem Brand 2018 stark beschädigt. Geschützt nach § 2 DSchG |    |
| Weitere Bilder |                                    | Pfitzingen 25 (bei dem Gebäude) (Karte)        | 19. Jahrhundert                                                                 | Gusseiserne Pumpe mit Trog Geschützt nach § 2 DSchG |    |
| Weitere Bilder | Pfarrhaus                          | Pfitzingen 29 (Karte)                          | 1840/41                                                                         | Putzbau mit Halbwalm, runder Kellerbogen. Portal mit Oberlicht. Geschützt nach § 2 DSchG |    |
| Weitere Bilder |                                    | Pfitzingen 40 (Karte)                          | 1880                                                                            | (am Wohnhaus) Reiche Portalrahmung, 1880 bez. Geschützt nach § 2 DSchG |    |
| Weitere Bilder | Sog. „Schlösschen“                 | Pfitzingen 41, Hauptstraße 41 (Karte)          | 16./17. Jahrhundert                                                             | Putzbau mit Halbwalmdach und Eingangsanbau mit abgewalmtem Mansarddach. Teilweise profilierte Renaissancefensterrahmen. Geschützt nach § 28 DSchG |    |
| Weitere Bilder |                                    | Pfitzingen 43 (Karte)                          | 1868                                                                            | (am Gasthof Goldener Adler) Freitreppe mit reich reliefiertem Geländer, 1868 bez. Geschützt nach § 2 DSchG |    |
| Weitere Bilder | Ev. Pfarrkirche, ehem. St. Bonifaz | Pfitzingen 45 (Karte)                          |                                                                                 | Neuromanischer Bau mit offener Eingangsvorhalle. Turm in Teilen romanisch. Geschützt nach § 2 DSchG |    |
| Weitere Bilder |                                    | Pfitzingen 46 (Karte)                          | 1851                                                                            | (am Wohnhaus) Türsturz mit Zunftzeichen, 1851 bez. Geschützt nach § 2 DSchG |    |
| Weitere Bilder | Altes Rathaus                      | Pfitzingen 52 (Karte)                          | 1720                                                                            | Altes Rathaus. Gestelzter Putzbau mit hoher Freitreppe. Runder Kellerbogen, 1720 bezeichnet. Das Gebäude diente bis Anfang des 20. Jahrhunderts als „altes“ Rathaus, bevor ein „neues“ Rathaus (in Pfitzingen 22) errichtet wurde. Geschützt nach § 2 DSchG |    |
|                | Ortsmauer                          | (Karte)                                        | spätmittelalterlich                                                             | Reste der Ortsummauerung Geschützt nach § 2 DSchG |    |
|                | Kriegerdenkmal                     |                                                |                                                                                 | Kriegerdenkmal |    |

### Rinderfeld
Bau-, Kunst- und Kulturdenkmale in Rinderfeld mit dem Dorf Rinderfeld (⊙) und den Weilern Dunzendorf (⊙) und Streichental (⊙):
| Bild           | Bezeichnung                        | Lage                                         | Datierung                  | Beschreibung | ID                       |
| -------------- | ---------------------------------- | -------------------------------------------- | -------------------------- | --- | ------------------------ |
| Weitere Bilder |                                    | Rinderfeld 2 (Flst. 7) (Karte)               | um 1900                    | Winkelhakenbau mit Krüppelwalmdach und Zierfachwerkgiebel. Geschützt nach § 2 DSchG                                                        |                          |
| Weitere Bilder | Ehem. Schmiede                     | Rinderfeld 12a (Flst. 30) (Karte)            | wohl Mitte 19. Jahrhundert | Massivbau mit vorgezogenem Dach Geschützt nach § 2 DSchG                                                                                   | Wikidata-Objekt anzeigen |
| Weitere Bilder | Schule                             | Rinderfeld 43 (Flst. 8) (Karte)              | 1898 bez.                  | Backsteinbau mit Eingangsmittelrisalit und reichem historizierendem Portal, 1898 bez. Geschützt nach § 2 DSchG                             |                          |
| Weitere Bilder |                                    | Rinderfeld 35 (Flst. 119) (Karte)            | um 1900                    | Zierfachwerkbau mit geschnitztem Ortgang. Geschützt nach § 2 DSchG                                                                         |                          |
| Weitere Bilder | Ev. Pfarrkirche, ehem. St. Michael | Rinderfeld 44 (Flst. 1) (Karte)              |                            | Romanische Chorturmkirche mit profiliertem Rundbogenportal, 1607 bez. und Kirchhofmauer mit rundbogigem Eingang. Geschützt nach § 28 DSchG | Wikidata-Objekt anzeigen |
|                |                                    | Streichental 1a (Flst. 492)                  |                            | (an Scheune) Keller mit Steinschiebefenster, 1851 bez. Geschützt nach § 2 DSchG                                                            |                          |
|                |                                    | Streichental 5 (Flst. 494)                   | um 1900                    | Massivbau mit Krüppelwalmdach und Dachreiter mit Uhr. Segmentbogige Fensterrahmen. Geschützt nach § 2 DSchG                                |                          |
|                |                                    | Streichental 10 (bei dem Gebäude, Flst. 498) | 19. Jahrhundert            | Gusseiserne Pumpe Geschützt nach § 2 DSchG                                                                                                 |                          |
|                |                                    | Streichental 22 (Flst. 615)                  |                            | (am Wohnhaus) Eingemauerter Ofenstein, 1820 bez. Geschützt nach § 2 DSchG                                                                  |                          |
|                |                                    | Streichental 22 (bei dem Gebäude, Flst. 606) | 19. Jahrhundert            | Gusseiserne Pumpe Geschützt nach § 2 DSchG                                                                                                 |                          |
|                |                                    | „Büttenacker“, Flst. 727                     | wohl nachmittelalterlich   | Sühnekreuz, neu aufgestellt. Geschützt nach § 2 DSchG                                                                                      |                          |
|                | Kriegerdenkmal                     |                                              |                            | Kriegerdenkmal |                          |

### Rüsselhausen
Bau-, Kunst- und Kulturdenkmale in Rüsselhausen mit dem Dorf Rüsselhausen (⊙):
| Bild           | Bezeichnung     | Lage                                      | Datierung           | Beschreibung                                                                                      | ID |
| -------------- | --------------- | ----------------------------------------- | ------------------- | ------------------------------------------------------------------------------------------------- | -- |
|                |                 | Rüsselhausen 14                           | um 1700             | Massivbau mit verputztem Sichtfachwerkgiebel und profilierten Schwellen. Geschützt nach § 2 DSchG |    |
|                |                 | Rüsselhausen 16                           |                     | (am Wohnhaus) Geohrte Portalrahmung, im Keilstein 1861 bez. Geschützt nach § 2 DSchG              |    |
| Weitere Bilder | Ev. Pfarrkirche | Rüsselhausen 43 (Karte)                   | 14. Jahrhundert     | Frühgotischer einschiffiger Bau mit Chorturm. Geschützt nach § 28 DSchG                           |    |
| Weitere Bilder |                 | Rüsselhausen 43 (bei dem Gebäude) (Karte) | 18./19. Jahrhundert | Doppelbögige Steinbrücke. Geschützt nach § 2 DSchG                                                |    |
|                | Kriegerdenkmal  |                                           |                     | Kriegerdenkmal                                                                                    |    |

### Vorbachzimmern
Bau-, Kunst- und Kulturdenkmale in Vorbachzimmern mit dem Dorf Vorbachzimmern (⊙):
| Bild           | Bezeichnung        | Lage                                      | Datierung            | Beschreibung | ID |
| -------------- | ------------------ | ----------------------------------------- | -------------------- | --- | -- |
| Weitere Bilder | Gasthof Zur Traube | Laudenbacher Straße 3 (Flst. 120) (Karte) | 1782, 1798           | Ursprünglich verputzter Fachwerkbau mit abgewalmtem Mansarddach, 1798 bez. Reicher schmiedeeiserner barocker Ausleger. Dazugehörig: Stallscheune, verputzter Fachwerkbau über L-förmigem Grundriss, 1782 bez. (Sachgesamtheit). Geschützt nach § 2 DSchG |    |
|                |                    | Laudenbacher Straße 22                    | 1835                 | Wohnhaus. Putzbau mit Halbwalmdach und rundem Kellerbogen, 1835 bez. Geschützt nach § 2 DSchG |    |
| Weitere Bilder |                    | Laudenbacher Straße 14 (Flst. 58) (Karte) | 16./17. Jahrhundert  | Wohnhaus. Putzbau mit Zierfachwerkgiebel und rundem Kellerbogen. Geschützt nach § 2 DSchG |    |
|                |                    | Steingasse 18 (Flst. 102/1)               | 1839                 | Wohnhaus. Fachwerkbau mit hohem massivem Sockel. Runder Kellerbogen und Steinschiebefenster. Keilstein am Eingang, 1839 bez. Geschützt nach § 2 DSchG |    |
|                |                    | Steingasse 16 (Flst. 104)                 | 1850                 | (am Wohnhaus) Gerahmtes Portal mit Keilstein, Erbauungsstein mit langem Spruch, 1850 bez. Geschützt nach § 2 DSchG |    |
| Weitere Bilder |                    | Laudenbacher Straße 8 (Flst. 16) (Karte)  | 1724                 | Wohnhaus. Putzbau mit gestelztem Zierfachwerkquerhaus, am Aeckständer 1724 bez. Geschützt nach § 2 DSchG |    |
| Weitere Bilder |                    | Laudenbacher Straße 1 (Karte)             | 1821, 1837           | (am Wohnhaus) Erbauungsstein, 1837 bez. und geschnitztes Türblatt, 1821 bez. Geschützt nach § 2 DSchG |    |
| Weitere Bilder |                    | Triensbachstraße 11 (Flst. 240) (Karte)   | 1773                 | Wohnhaus. Putzbau mit Kellervorbau. Rundbogen, 1773 bez. Geschützt nach § 2 DSchG |    |
| Weitere Bilder |                    | An den Linden (Karte)                     | wohl 19. Jahrhundert | Gewölbte Steinbrücke über Vorbach. Geschützt nach § 2 DSchG |    |
| Weitere Bilder |                    | Triensbachstraße 37 (Flst. 262) (Karte)   | wohl 17. Jahrhundert | (am Wohnhaus) Keller mit abgefasstem Rundbogeneingang. Geschützt nach § 2 DSchG |    |
| Weitere Bilder |                    | Triensbachstraße 49 (Flst. 55) (Karte)    | 1728                 | Wohnhaus. Putzbau mit Freitreppe und rundem Kellerbogen, 1728 bez. Geschützt nach § 2 DSchG |    |
|                |                    | Lindenstraße 8 (Flst. 38)                 | 1873                 | (am Wohnhaus) Spruchstein, 1873 bez. Geschützt nach § 2 DSchG |    |
| Weitere Bilder |                    | An den Linden 4 (Flst. 37) (Karte)        | um 1700              | Wohnhaus. Fachwerkbau mit profilierten Schwellen. Seitlich runder Kellerbogen. Geschützt nach § 2 DSchG |    |
|                |                    | An den Linden (Flst. 56)                  | 1828                 | (am Wohnhaus) Türsturz mit Zunftzeichen, 1828 bez. Geschützt nach § 2 DSchG |    |
| Weitere Bilder | Ev. Pfarrkirche    | Lindenstraße 4 (Flst. 123) (Karte)        |                      | Moderner Bau mit frühgotischem Turm. Geschützt nach § 28 DSchG |    |
|                | Kriegerdenkmal     |                                           |                      | Kriegerdenkmal |    |

### Wermutshausen
Bau-, Kunst- und Kulturdenkmale in Wermutshausen mit dem Dorf Wermutshausen (⊙) und dem Weiler Ebertsbronn (⊙):
| Bild           | Bezeichnung         | Lage                                           | Datierung                 | Beschreibung | ID                       |
| -------------- | ------------------- | ---------------------------------------------- | ------------------------- | --- | ------------------------ |
| Weitere Bilder | Ebertsbronner Mühle | Ebertsbronn 1/1 (Karte)                        | 1730                      | Kellerbau. Vorbau mit rundem Kellerbogen mit Mühlradrelief. 1730 bez. Geschützt nach § 2 DSchG                                                       |                          |
| Weitere Bilder |                     | Ebertsbronn 2/1 (Karte)                        | 1856                      | (an Scheune) Wappenstein mit Mühlrad. 1856 bez. Geschützt nach § 2 DSchG                                                                             |                          |
| Weitere Bilder |                     | Ebertsbronn 5 (Karte)                          | 1765                      | Verputzter Fachwerkbau mit vorgestaffeltem Bau mit profilierten Schwellen. Runder Kellerbogen. 1765 bez. Geschützt nach § 2 DSchG                    |                          |
| Weitere Bilder |                     | Ebertsbronn 4 (Karte)                          | 17./18. Jahrhundert       | Verputzter Fachwerkbau mit profilierten Schwellen und rundem Kellerbogen. Geschützt nach § 2 DSchG                                                   |                          |
| Weitere Bilder | Kapelle             | Ebertsbronn 20 (Karte)                         | mittelalterlich, 1805     | Schlichter Putzbau mit Dachreiter und polygonalem Chor. Türsturz 1805 bez. Geschützt nach § 28 DSchG                                                 |                          |
| Weitere Bilder |                     | Ebertsbronn 21 (Karte)                         | 1813                      | Fachwerkbau mit Mansarddach und seitlichem Vorstoß. Urspr. korbbogiger Kellereingang. 1813 bez. Geschützt nach § 2 DSchG                             |                          |
| Weitere Bilder |                     | Ebertsbronn 32 (Karte)                         | Ende 17. Jahrhundert      | Ortsbildprägende Fachwerkscheune in K-Formen. Geschützt nach § 2 DSchG                                                                               |                          |
| Weitere Bilder |                     | Ebertsbronn 34 (Karte)                         | 18./19. Jahrhundert       | Kellerhaus. Massiver Kellerbau mit Fachwerkgiebel. Runder Kellerbogen. Geschützt nach § 2 DSchG                                                      |                          |
| Weitere Bilder |                     | Ebertsbronn 37 (Karte)                         | 1581                      | (am Steinhäuschen) Eingemauerter Rest der alten Quellfassung der Mörikequelle. 1581 bez. Geschützt nach § 2 DSchG                                    |                          |
| Weitere Bilder | Friedhof            | (Karte)                                        | wohl spätgotisch          | (in der Mauer) Bildstockgehäuse Geschützt nach § 2 DSchG                                                                                             |                          |
| Weitere Bilder | Gasthof Zur Krone   | Wermutshausen 4 (Flst. 63) (Karte)             | 1801                      | Putzbau mit Krüppelwalmdach mit reichen Fensterrahmen und Brüstungen. Gesimsstreifen, 1801 bez. Geschützt nach § 2 DSchG                             |                          |
| Weitere Bilder |                     | Wermutshausen 21 (Flst. 49) (Karte)            | 17./18. Jahrhundert       | Verputzter Fachwerkbau mit profilierten Schwellen. Geschützt nach § 2 DSchG                                                                          |                          |
| Weitere Bilder |                     | Wermutshausen 26 (Flst. 2) (Karte)             | 1801, um 1900             | Winkelhakenbau mit Krüppelwalmdach und Zierfachwerk. Steinschiebefenster, korbbogiger Kellereingang, im Keilstein 1801 bez. Geschützt nach § 2 DSchG |                          |
| Weitere Bilder | Rat- und Schulhaus  | Wermutshausen 27 (Flst. 7) (Karte)             | 1800/1801                 | Putzbau mit Halbwalmdach. Im Erdgeschoss Fenster mit leichten Ohrungen. Geschützt nach § 2 DSchG                                                     |                          |
| Weitere Bilder | Gasthof Zum Hirsch  | Wermutshausen 35 (Flst. 28/1) (Karte)          | um 1800                   | Ortsbildprägender Putzbau mit Halbwalm. Geschützt nach § 2 DSchG                                                                                     |                          |
| Weitere Bilder |                     | Wermutshausen 41 (Flst. 67) (Karte)            | 1911                      | Putzbau mit Krüppelwalmdach, verzierten Fensterbrüstungen und reichem Portal, 1911 bez. Geschützt nach § 2 DSchG                                     |                          |
| Weitere Bilder |                     | Wermutshausen 43 (Flst. 126) (Karte)           | 1840                      | (an Scheune) Eingemauerter Spruchstein, 1840 bez. Geschützt nach § 2 DSchG                                                                           |                          |
| Weitere Bilder | Ev. Pfarrkirche     | Wermutshausen 45 (Karte)                       | 1802/1803                 | Erbaut mit Resten der romanischen Wehrkirche. Geschützt nach § 28 DSchG                                                                              | Wikidata-Objekt anzeigen |
| Weitere Bilder |                     | Wermutshausen 51 (Flst. 36) (Karte)            | um 1900                   | Zierfachwerkbau in Ecklage. Giebel mit Widerkehr, im Erdgeschoss segmentbogigen Fensterrahmen. Geschützt nach § 2 DSchG                              |                          |
| Weitere Bilder |                     | Straße nach Wildentierbach (Flst. 124) (Karte) |                           | Spätgotisches Bildstockgehäuse. Geschützt nach § 28 DSchG                                                                                            |                          |
|                |                     | Alte Straße nach Wildentierbach (Karte)        | 1. Hälfte 17. Jahrhundert | Sühnekreuz Geschützt nach § 2 DSchG |                          |
|                | Kriegerdenkmal      |                                                |                           | Kriegerdenkmal |                          |

### Wildentierbach
Bau-, Kunst- und Kulturdenkmale in Wildentierbach mit dem Dorf Wildentierbach (⊙), den Weilern Hachtel (⊙), Heimberg (⊙) und Wolkersfelden (⊙), dem Hof Schönhof (⊙) und dem Wohnplatz Landturm (⊙):
| Bild           | Bezeichnung        | Lage                                         | Datierung                 | Beschreibung | ID                       |
| -------------- | ------------------ | -------------------------------------------- | ------------------------- | --- | ------------------------ |
|                |                    | Bildstock                                    | spätgotisch               | Bildstockgehäuse (umgestürzt) Geschützt nach § 2 DSchG |                          |
| Weitere Bilder | Landturm           | Heimberg 24                                  | 1458, 1859                | Landturm von 1458 der Rothenburger Hege, in Teilen integriert in Bauernhaus von 1859. Geschützt nach § 2 DSchG                                                             |                          |
| Weitere Bilder |                    | Wildentierbach 1 (Flst. 36)                  | um 1900/10                | Zierfachwerkbau mit Schwebegiebelansätzen, geschnitzte Balkenköpfe. Giebel mir Widerkehr. Geschützt nach § 2 DSchG                                                         |                          |
| Weitere Bilder |                    | Wildentierbach 8 (Flst. 31)                  | wohl 18. Jahrhundert      | (am Wohnhaus) Eingemauerter Stein mit Rothenburger Wappen. Geschützt nach § 2 DSchG                                                                                        |                          |
| Weitere Bilder |                    | Wildentierbach 11 (Flst. 100)                | 1832                      | Putzbau, an der Seite Fachwerk mit rundem Kellerbogen. Erbauungsstein 1832 bez. Geschützt nach § 2 DSchG                                                                   |                          |
| Weitere Bilder | Pfarrhof           | Wildentierbach 17 (Flst. 10)                 | 18. Jahrhundert           | Putzbau mit Widerkehr, im Giebel 1819 bez., daneben massives Wasch- und Backhaus Geschützt nach § 2 DSchG                                                                  |                          |
| Weitere Bilder |                    | Wildentierbach 27 (Flts. 55)                 | 1921                      | Ortsbildprägender Zierfachwerkbau mit Erbauungsstein, 1921 bez. Geschützt nach § 2 DSchG                                                                                   |                          |
|                |                    | Wildentierbach 27 (bei dem Gebäude, Flst. 3) | 19. Jahrhundert           | Gusseiserner Brunnenstock. In den 1980er Jahren im Zuge der Ortsflurbereinigung entfernt. Geschützt nach § 2 DSchG                                                         |                          |
| Weitere Bilder | Gasthof Zum Hirsch | Wildentierbach 29/29a (Flst. 2)              | Ende 18. Jahrhundert      | Putzbau mit Mansarddach und rundem Kellerbogen und neuerem Querbau. Massive Scheune mit Fachwerkgiebel. Zwei rundbogige Kellereingänge, 1733 bez. Geschützt nach § 2 DSchG |                          |
| Weitere Bilder | Ehem. Schule       | Wildentierbach 30                            | 2. Hälfte 19. Jahrhundert | Ortsbildprägender, teilweise verschindelter Putzbau mit hohem Sockel. Geschützt nach § 2 DSchG                                                                             |                          |
| Weitere Bilder | Rathaus            | Wildentierbach 31 (Flst. 1)                  | Anfang 19. Jahrhundert    | Massivbau mit Krüppelwalmdach und schlichter Gliederung. Runder Kellerbogen. Geschützt nach § 2 DSchG                                                                      |                          |
| Weitere Bilder | Ev. Pfarrkirche    | Wildentierbach 42 (Flst. 51, 51/1) (Karte)   |                           | Romanische Wehrkirche mit Veränderungen und Wehrmauer mit Eingangsturm. Geschützt nach § 2 DSchG                                                                           | Wikidata-Objekt anzeigen |
| Weitere Bilder |                    | Wolkersfelden 10 (Karte)                     | 1911                      | Zierfachwerkbau. Sandsteinfensterrahmen im massiven Erdgeschoss, 1911 bez. Geschützt nach § 2 DSchG                                                                        |                          |